# Адміністративний поділ Харківської губернії

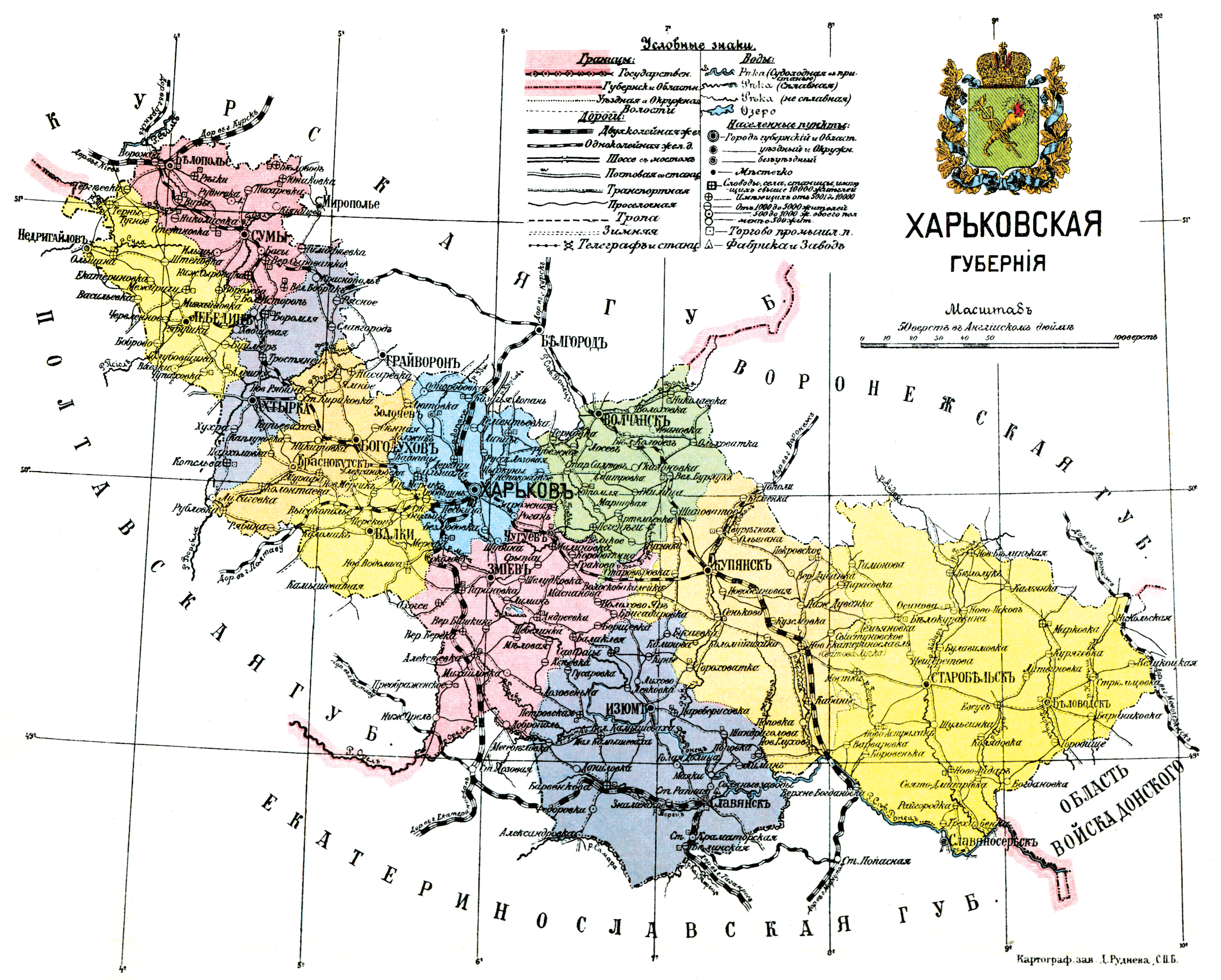
Адміністративний поділ губернії станом на 1913 р.

Адміністративний поділ Харківської губернії — поділ території Харківської губернії на окремі адміністративно-територіальні одиниці.

## В складі Російської імперії
5 грудня 1835 року Слобідсько-Українську губернію Російської імперії перейменовано на Харківську. До складу губернії увійшли 11 повітів: Богодухівський, Валківський, Вовчанський, Зміївський, Ізюмський, Куп'янський, Лебединський, Охтирський, Старобільський, Сумський та Харківський. У 1837 році повіти розділено на стани (по два в кожному повіті) та волості (55 одиниць).
На 1864 рік в губернії існувало 3437 населених пунктів, у тому числі: міст — 17, монастирів — 1, слобід — 283, сіл — 1070 (у тому числі 321 із церквою), сілець — 67, хуторів — 1976, слобідок — 2, селищ — 2, дач — 13, станцій — 3, млинів і з-дів — 3 із числом жителів 1 539 184 особи.
У 1885 році до складу губернії входили Богодухівський (2 стани, 18 волостей), Валківський (2 стани, 16 волостей), Вовчанський (2 стани, 14 волостей), Зміївський (3 стани, 25 волостей), Ізюмський (3 стани, 41 волость), Куп'янський (3 стани, 17 волостей), Лебединський (2 стани, 27 волостей), Охтирський (2 стани, 10 волостей), Старобільський (4 стани, 47 волостей), Сумський (2 стани, 23 волості) та Харківський (2 стани, 24 волості) повіти. Загальна кількість населених пунктів — 3 043.
Станом на 1910 рік, у Харківській губернії було 4218 населених пунктів, в тому числі 1 губернське, 10 повітових та 6 заштатних міст; кількість населення — 3417 тис. осіб.

## В складі Української СРР
15 березня 1922 року, відповідно до постанови Всеукраїнського Центрального Виконавчого Комітету «Про скасування Чугуївського повіту», Чугуївський повіт розформовано, Введенську, Зароженську, Печенежську, Чугуївську волості та м. Чугуїв включено до складу Харківського повіту, Бурлуцьку волость — до складу Куп'янського повіту, Волохово-Ярську, Коробченську та Лебединську волості — до складу Зміївського повіту, Ново-Бурлуцьку волость — до складу Вовчанського повіту.
7 березня 1923 року, відповідно до постанови Всеукраїнського Центрального Виконавчого Комітету «Про адміністративно-територіяльний поділ Харківщини», територію губернії поділено на 5 округ: Богодухівську (Охтирську), Ізюмську, Куп'янську, Сумську та Харківську. Округи були поділені райони, створені з декількох колишніх волостей.
До складу Богодухівської округи увійшли частини Богодухівського, Лебединського та Охтирського повітів Харківщини та частини Зіньківського повіту Полтавщини. Округа ділилася на Богодухівський, Велико-Писарівський, Грунський, Кириківський, Колонтаївський, Котелівський, Красно-Кутський, Ново-Рябинівський, Охтирський, Рублівський, Синянський та Чупахівський райони.
Ізюмську округу створено з частин Зміївського, Ізюмського та Куп'янського повітів Харківщини та частини Слов'янського повіту Донеччини. Округа складалася з Андріївського, Балакліївського, Борвінківського, Борівського, Бугаївського, Ізюмського, Мало-Комишуваського, Отрадівського, Петрівського, Савинського та Шандриголівського районів.
До Куп'янської округи увійшли частини Вовчанського та Куп'янського повітів. Поділялася на Бурлуцький, Вільшанський, Двурічанський, Жовтневий, Кобанський, Куп'янський, Ново-Дуванський, Покрівський, Сватівський, Сенківський, Старовірівський та Шиповатський райони.
Сумську округу створено із Сумського повіту та частин Лебединського і Охтирського повітів. До складу округи увійшли Білопільський, Боромлянський район, Вирівський, Вільшанський, Ворожб'янський, Краснопільський, Лебединський, Михайлівський, Річанський, Сироватський, Славгородський, Степанівський, Сумський, Тростянецький, Штепівський, Тернівський, Хотинський та Юнаківський райони.
До Харківської округи включено частини Валківського, Вовчанського, Зміївського та Харківського повітів. Складалася з Біло-Колодезянського, Валківського, Вовчанського, Водолазького, Вільшанського, Деркачівському, Зміївського, Золочівського, Козаче-Лопанського, Коломацького, Комишеваського, Коробчанського, Коротичанського, Липецького, Люботинського, Мерефянського, Олексіївського, Печенізького, Рубежанського, Таранівського, Харківського, Хотімлянського, Циркунівського та Чугуївського районів.
Станом на 1 січня 1925 року до складу губернії входили 5 округ, поділених на 67 районів.